# Instituto Nacional de Estadística (Spanje)

Het logo van het INE

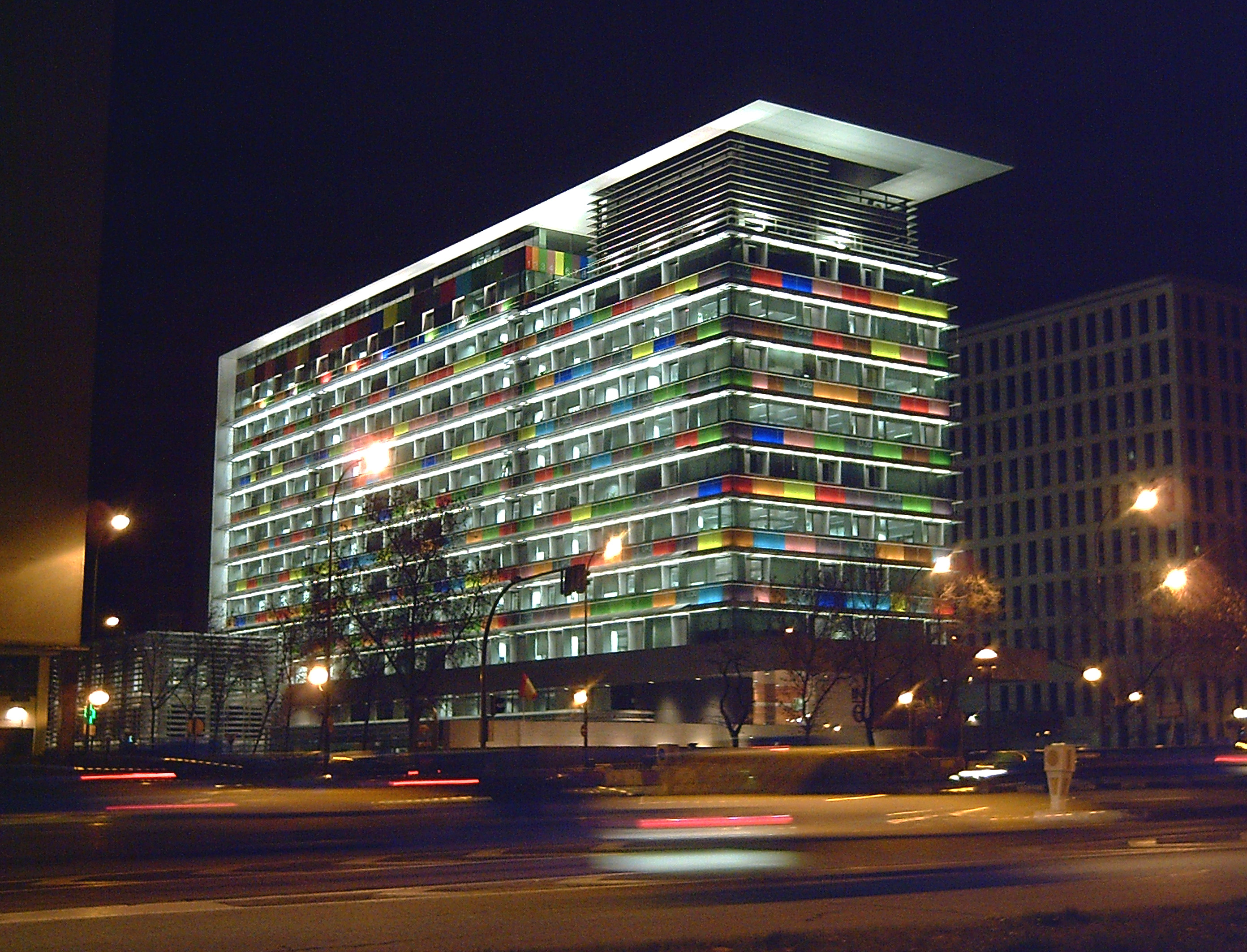
Het hoofdkantoor van het INE in Madrid gevestigd aan de Paseo de la Castellana

Het Instituto Nacional de Estadística, afgekort INE, is het nationale instituut voor statistiek van Spanje. Het hoofdkantoor is gevestigd langs de Paseo de la Castellana in Madrid.
Het instituut houdt zich bezig met het verzamelen en analyseren van statistische data. Het INE is onder meer verantwoordelijk voor de volkstellingen in Spanje, die iedere tien jaar worden uitgevoerd. De laatste vond plaats in 2011.